# Villanueva de las Cruces
Villanueva de las Cruces és un poble de la província de Huelva (Andalusia), que pertany a la comarca d'El Andévalo.

## Demografia
| 1996 | 1998 | 1999 | 2000 | 2001 | 2002 | 2003 | 2004 | 2005 |
| ---- | ---- | ---- | ---- | ---- | ---- | ---- | ---- | ---- |
| 460  | 428  | 430  | 423  | 429  | 407  | 400  | 410  | 410  |

## Història
El seu origen sembla remuntar-se al s. I aC en un assentament romà, de caràcter agropecuària. Es diu que el nom que tingués en aquesta època fora Vila Nova L'ocupació de la població ha girat en bona part entorn de l'activitat minera de Tharsis, però actualment, la situació és diferent i la seva economia es basa en l'explotació ramadera, sent de major rellevància la ramaderia destacant el bestiar oví seguit del porcí.
Villanueva va sorgir en 1587 arran de l'existència d'una venda i una posada situades en el camí que anava de Sevilla a Portugal. El poble es va consolidant fins que en el s. XVIII es troba amb 40 cases i encara seguia mantenint la seva posada on els arrieros i comerciants podien passar la nit. Els veïns del llavors diminut nucli de població es reunien en l'esmentat lloc per a canviar i vendre els productes de la terra, realitzant tota classe de barates, tractes i transaccions amb els forasters. Gairebé a mitjan s. XIX la població del lloc es va organitzant i se'n registra un augment significatiu. Això origina la construcció de nous habitatges que al seu torn obliga a reestructurar i reorganitzar el ja existent entorn del nou creixement. És molt possible que l'origen del nom de Villanueva de las Cruces procedeixi del mateix origen del poble en anar construint les primeres cases al voltant de la posada i venda: Villanueva.
Pel que fa a l'apel·latiu de les Cruces, la versió més acceptada es basa en el fet que durant els segles xvi i xvii, els veïns d'aquesta localitat no sabien llegir ni escriure i quan es veien en l'obligació de fer-ho, especialment a l'hora de signar algun document, ho feien amb una creu. Si no fora perquè cada veí feia la creu d'una manera molt personal i de manera diferenciada dels altres, s'hauria produït més d'una confusió.